# Peat and Diesel
Pour les articles homonymes, voir Peat et Diesel.
Peat and Diesel est un groupe de Steòrnabhagh (en anglais Stornoway), sur l'île de Lewis en Écosse. Le groupe s'est formé lors de séances dans la cuisine du chanteur, "Boydie", les samedis après-midi, et s'est fait connaître grâce aux réseaux sociaux. Les chansons du groupe décrivent avec humour le quotidien des habitants des Hébrides. Les paroles principalement anglaises, mais contiennent des expressions et des phrases gaéliques,,. 
En 2019, le groupe a remporté le "Live Act of the Year" aux Scots Trad Music Awards. 

## Discographie

### Albums studio
| Uptown Fank                               | - Sortie: 24 mai 2019 - Label: Wee Studio Records - Formats: CD, téléchargement numérique     |
| Light My Byre                             | - Sortie: 24 janvier 2020 - Label: Wee Studio Records - Formats: CD, téléchargement numérique |
| "-" désigne un titre qui ne figurait pas. |                                                                                               |